# 스틸리아노스 마엘자스
스틸리아노스 마엘자스(그리스어: Στέλιος Μαλεζάς, 1985년 3월 11일 ~ )는 그리스 카테리니 출신의 그리스 전 축구 선수로서 포지션은 센터백이다.